# Ada Boni

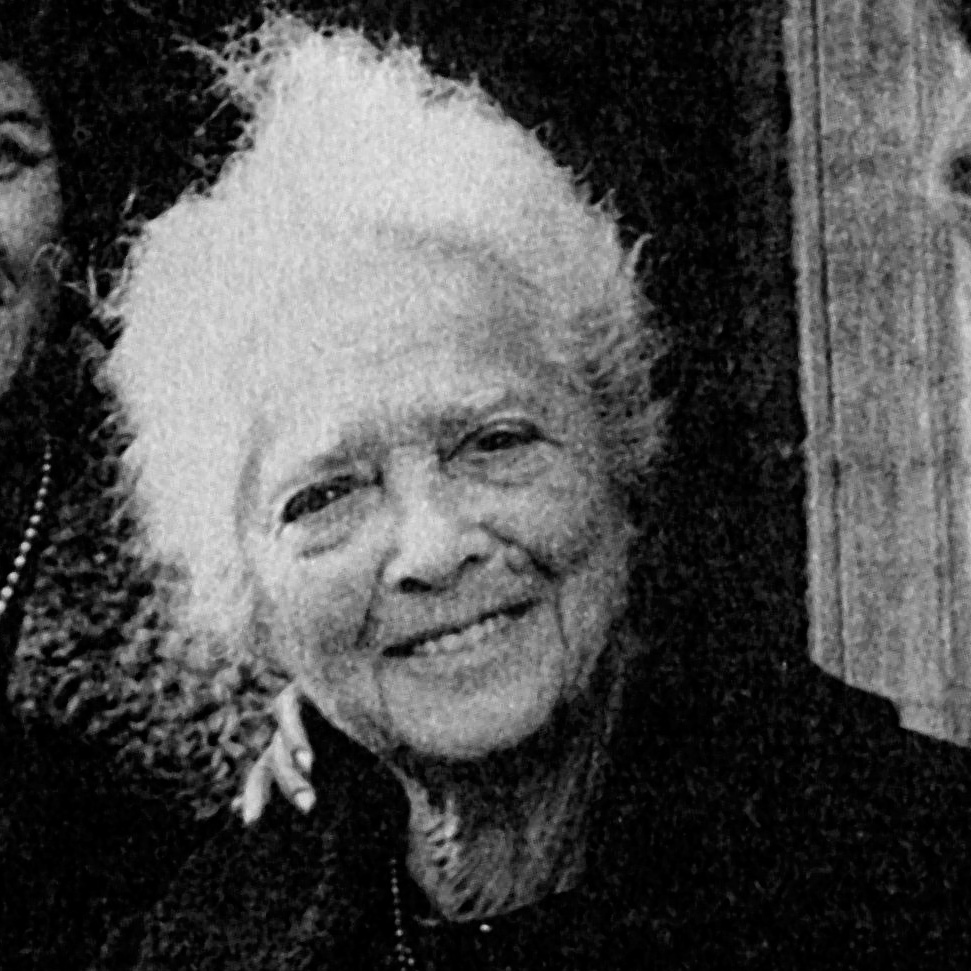
Ada Boni

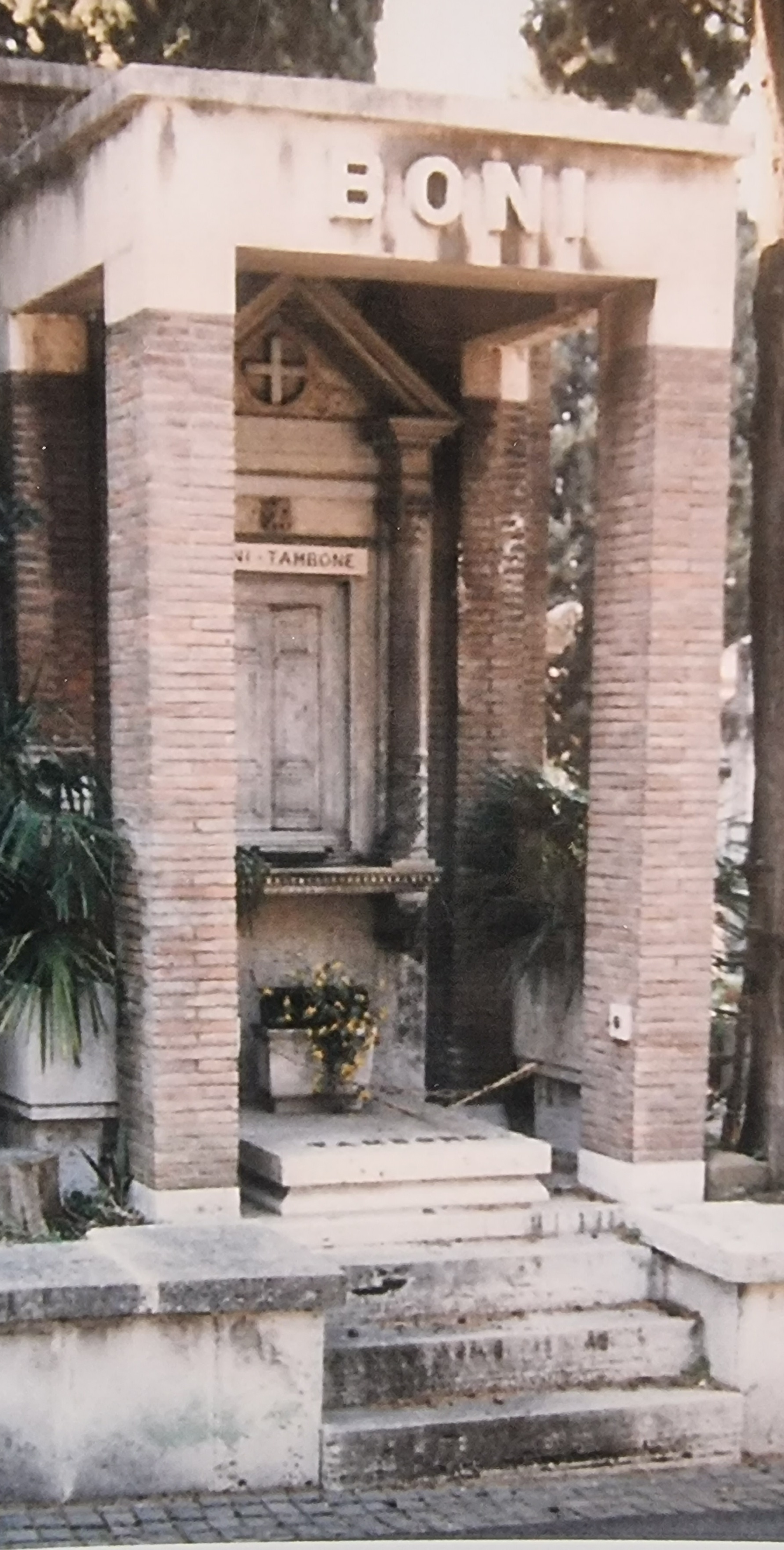
Tomba della Famiglia Boni

Ada Boni, nata Giaquinto (Roma, 11 ottobre 1881 – Roma, 2 maggio 1973), è stata una gastronoma e giornalista italiana.

## Biografia
Nata in una famiglia dell'alta borghesia romana, Ada Giaquinto, prima di tre fratelli, crebbe nella grande casa paterna sita in via di Ripetta, in un angolo della vecchia Roma barocca ad un passo dall'incantevole piazza del Popolo. La sua infanzia trascorse spensierata, tra le attività scolastiche, le corse nei vicini giardini del Pincio ed i giochi in casa, in compagnia di piatti, pentole e fornelli giocattolo. La piccola Ada, infatti, manifestò uno speciale interesse per le attività culinarie, al punto che iniziò a cucinare all'età di soli dieci anni per passione o forse per la vicinanza dello  zio paterno, Adolfo, noto cuoco fondatore della rivista culinaria Il Messaggero della cucina.
In seguito, sposò lo scultore e critico musicale Enrico Boni, anch'egli cuoco dilettante, con cui Ada Boni fondò nel 1915 la rivista di cucina Preziosa (pubblicata dal 1915 al 1959), ove venivano impartiti consigli di galateo, bon ton, economia domestica, direzione della casa e naturalmente di cucina alle signore di Roma. I consensi andarono oltre ogni rosea previsione e le giovani romane che si abbonarono alla rivista per avvalersi dei consigli di Ada Boni per i primi passi in cucina furono numerosissime. Sempre più appassionata della propria attività, Ada Boni decise di riunire il lavoro fino ad allora svolto in un libro: "Il talismano della felicità", nome scelto per la sua convinzione che "la felicità di un matrimonio inizi proprio da una tavola imbandita". 
Nel dopoguerra poi, Ada Boni, oltre a realizzare alcuni nuovi ricettari, dedicò parte del suo tempo all'aiuto dei bambini più bisognosi della chiesa dei Santi Apostoli. La RAI la invitò a tenere un ciclo di trasmissioni radiofoniche settimanali, mentre alcune riviste nazionali si avvalsero della sua collaborazione in materia gastronomica.
Per concludere questa breve biografia di Ada Boni, è opportuno  evidenziare come ella sia stata precorritrice, già all'inizio del '900, di un'attività come l'arte della cucina che avrebbe avuto in seguito un pieno e grande sviluppo.

### Morte
Ada Boni, dopo aver vissuto una vita dedicata alla scrittura e alla gastronomia, a seguito di una polmonite, muore il 2 maggio 1973, all'età di 91 anni. Le sue spoglie riposano da allora, accanto a quelle del suo amato marito Enrico, nella tomba di famiglia, sita nel cimitero del Verano a Roma.

## Ricettari
Suo è il celeberrimo ricettario Il talismano della felicità, pubblicato nel 1925 e premiato alla Mostra internazionale dell'economia domestica del 1927, ancor oggi molto popolare e ristampato in molteplici edizioni, anche all'estero. Nell'opera originaria, che conteneva 882 ricette, veniva dato ampio spazio alle differenze regionali presenti in italia in materia di gastronomia. Nella prefazione, il marito Enrico Boni definì Pellegrino Artusi come un incompetente «autore che riuscì a vendere stracci e orpelli per sete rare e oro», poiché scrisse «con olimpica indifferenza le sciocchezze più madornali».
Un altro suo libro importante è La cucina romana, scritto con l'obiettivo dichiarato di salvare una cucina tradizionale che si andava perdendo e della quale l'autrice era una profonda conoscitrice.
Nel 1949 pubblicò Prime esperienze di una piccola cuoca, mentre in seguito collaborò con la casa editrice Arnoldo Mondadori Editore come curatrice della rubrica gastronomica Il talismano di Arianna sulla rivista Arianna. Su tale rivista pubblicò molte ricette regionali, che dopo la sua morte vennero raccolte nel volume Cucina Regionale Italiana, uscito postumo nel 1975.

## Opere
- Il talismano della felicità, Roma, Edizioni di Preziosa, 1925.
- La Cucina Romana. Contributo allo studio e alla documentazione del folklore romano, Roma, Edizioni di Preziosa, 1929.
- La cucina di ogni mese: cinquecento nuove ricette, Roma, Colombo, 1945.
- Prime esperienze di una piccola cuoca, Roma, Colombo, 1949.
- La cucina rapida per la donna d'oggi, Milano, Mondadori, 1968.
- La cucina Regionale Italiana, Milano, Mondadori, 1975.
- Le ricette ritrovate del Talismano della felicità, Roma, Colombo, 2007.